# Beleg van Arai
Het Beleg van Arai vond plaats op 11 juli 1516 en was een van de eerste stappen die Hojo Soun nam om een van de machtigste krijgsheren te worden van Japan tijdens de Sengoku-periode. Nadat hij in 1512 de regio Kamakura was binnengevallen richtte Hojo zich nu op kasteel Arai, gelegen op een schiereiland in het zuiden. Het kasteel was onder het beheer van Miura Yoshiatsu.
De zoon van Miura Yoshiatsu, Yoshimoto, zag in dat verlies onafwendbaar was, en pleegde uiteindelijk zelfmoord door zijn eigen hoofd af te hakken.